# Torre del Jaral
La Torre del Jaral es una torre vigía o torre almenara catalogada por el Ministerio de Educación, Cultura y Deporte. Está situada en Almayate Bajo en el municipio de Vélez-Málaga, (provincia de Málaga, España). 